# 余杰
余杰（1973年10月3日—），中國四川成都出生，美籍蒙古裔作家，曾任独立中文笔会副会长（2005年－2007年）。余杰积极参与中國人权活动并公开表达自己观点，曾在多名人权律师和作家组成的家庭教会、北京方舟教会聚会。

## 生平
1973年，余杰生在四川省成都市。13歲開始发表文学作品。
1992年，考入北京大学中文系，1997年获文学学士学位，2000年获文学硕士学位。研究方向为近代文学史、思想史和学术史，硕士论文为《〈知新报〉研究》。
1998年，出版随笔集《火与冰》，被其自稱為“抽屉文学”。该书尖锐批判中国大陆的文化和政治弊端，在知识界和广大读者中引起反响。
此后，陆续出版《尴尬时代》、《我的梦想在燃烧》、《拒绝谎言》、《致帝国的悼词》等多部杂文集和长篇小说《香草山》，以及研究日本文化和中日关系的《铁与犁》、《暧昧的邻居》，研究美国文化的《光与影》等著作。
2000年，余杰研究生毕业之后，受聘于中国现代文学馆。但中国现代文学馆据中國作家協會指示拒不履行已与余杰签署生效的工作协议。余杰后在网络和海外媒体发表《致中国作家协会的公开信》，痛斥官方的文化专制主义，呼吁知识分子一起捍卫言论自由，大陆数十名作家学者联名发表公开信表示声援。《纽约时报》、《时代周刊》等国际媒体也对此事件进行了报道。
此后，余杰成为完全靠稿费维持生活的独立作家。2000年以来，其作品越来越难于在中国大陆发表，遂更多发表于香港《開放雜誌》、《苹果日报》、台湾《印刻》杂志以及美国中文网站《观察》、《民主中国》、《人与人权》、《议报》、《博讯》等。
2003年，受洗成为更正教教徒，余杰開始深切介入一系列人权案件。先后参与多封重要公开信的起草或签名，为遭审判的藏傳佛教活佛阿安扎西、被判处重刑的“新青年读书会”成员、被起诉的家庭教会牧师蔡卓华、被剥夺人身自由的盲人维权人士陈光诚等人呼吁。余杰曾經表示他一直密切关注以“天安门母亲”为代表的“六四”受难者及其家属、受到官方打压的基督教家庭教会及上访者和遇难矿工等弱势人群的基本人权。
2003年，余杰与王光泽、刘晓波等人发表公开信，呼吁当局“迅速迁移毛泽东尸体，将毛主席纪念堂改为文革博物馆，将毛像从天安门城楼取下”。2004年，在六四事件十五周年前夕，余杰与王怡联名发表公开信，谴责中共十五年前的的行為，建议中共当局及对死难者及其家属早谢罪并启动政改。2005年，余杰与丁子霖、刘晓波联名在法国《费加罗报》发表公开信，谴责法国政府游说欧盟取消对华武器禁运。余杰与刘晓波一起推动独立中文笔会捍卫言论自由的努力，余杰聲稱他因而多次受到秘密警察骚扰。
2006年5月11日，余杰以中国大陆家庭教会成员和异议作家的身份，与王怡、李柏光一起在白宫獲得美国总统乔治·沃克·布什的接见，针对中国大陆的宗教信仰自由等问题展开了长达一个小时的深入交谈。西方部份媒体评论说，这是中国家庭教会的“破冰之旅”。
余杰曾先后赴哈佛大学、普林斯顿大学、加州大学柏克利分校、斯坦福大学、芝加哥大学、巴黎第七大学、法国高等社会科学院、悉尼科技大学、莫纳什大学、海德堡大学、法兰克福大学、香港中文大学、國立臺灣大學等学府访问和讲学。
2012年1月在美国寻求政治庇护，正式流亡美国，於1月12日抵達華盛頓特區，自由亞洲電台專訪中他稱在2011年長期被軟禁在北京家中。随后在美国发表了《揭露中共暴政，奔向自由世界》的声明，并且表示他获得刘晓波妻子刘霞授权，将出版《刘晓波传》。
2012年10月，余杰获得纽约特雷恩基金会之“公民勇气奖”，是获得这一奖项的第一个华人。他又表示已受美國政府保障其安全。

## 政治立場
由於其受到更正教當中的加爾文派的價值觀深度影響，因此余杰的政治立場有強烈的美式基督教右派傾向，在國際關係方面上反對中國、反對共產主義、支持民族自決且強烈擁護保守主義。
余杰的思想深受擁護自由至上主義的著名哲學家羅伯特·諾齊克教授的著作《無政府、國家與烏托邦》所影響，亦曾經表示他認同信奉基督敎的、擁護信仰主義的社評家蘇小和及擁護本地主義的政評家盧斯達所持有的部份觀點是正確的。於2021年3月29日，在接受盧斯達的訪問時，余杰表示他擁護宗教保守主義和支持自由市場資本主義，他同時表示他對以儒家思想為主體的中華傳統文化持有負面看法， 聲稱：「西方与东方的差异，是文明与野蛮的差异。西方的优越在于有基督真理的光照。」余杰亦不認同特別區分中國國民與中共政權的做法是完全正確的，他亦聲稱中國國民大多認可中共政權為預防新冠病毒肆虐所實施的防疫政策（儘管在2022年末，中國國內爆發了大規模的白紙運動），甚至聲稱：「得民心者得天下，中共确实得到大部分中国人的支持和拥护，即便现在中国开放大选，习近平一定当选。」因此他得出結論： 「自由世界应当像当年对付苏联那样，采取强化版的乔治·凯南的遏制政策，将中国从全球市场中踢出去。中国经济的崩溃才能带来政治的瓦解。」
2014年2月24日，余杰表態反對民主進步黨凍結台獨黨綱：「民主與獨立，宛如天使之兩翼，缺一不可。……以國際形勢而論，在世界範圍內，獨立的潮流壓倒了統一的號召。晚近半個多世紀以來，獲得獨立的國家的數量，幾乎跟原有國家的數量一樣多。……民進黨更應當捍衛而不是放棄台獨理念。民進黨還應當張揚和傳播獨立的崇高價值：有了獨立，才會有自由；有了獨立，才會有民主；有了獨立，才會有人權；有了獨立，才會有尊嚴。」
2018年，余杰正式入籍美国。随后，他在Facebook发文声称要“捍卫美国、守护台湾、解构中国”，并表示自己的两个人生目标是“捍卫美国的国家利益和自由民主价值”和“解构中国”，其言论很大程度体现了其社会达尔文主义、大男子主义与种族主义的价值观，与其在中国接受“狼奶”教育却未予涤荡有较大关系。

## 個人家庭
余杰的妻子名叫劉敏，獨生子余光益在美國出生，所以余杰一家才能獲得美國的政治庇護而歸化為美國國籍。

## 爭議言行
1999年，余杰撰寫《余秋雨，你為何不懺悔》一文，指責著名文學家余秋雨曾在文革時期犯下多項罪行，引起巨大爭議，但其指控被不少人認為毫無根據性可言，當時余杰亦因其言行而多次受到批評。
2020年，美國最高法院大法官鲁思·巴德·金斯伯格去世，美國民主黨和共和黨均表默哀。余杰卻表示他“不禁仰天長笑”，并且聲称金斯伯格“是美國最兇惡的敵人”，顯示出其對於美國自由派極度敵視的態度，受到部分推特用户的批评。對於「黑人的命也是命」運動，他撰文聲稱那是「比獨裁更邪惡」的「無政府主義」，引發爭議。
2022年，在英國女王伊莉莎白二世逝世後，余杰在Facebook上撰文宣稱香港人把女王稱呼為「事頭婆」一事反映華人對於英國政治秩序的「無知」等等，受到不少網民批評，更有網民指責他刪除部份批評者所發表的留言，也有黃絲派人士在Instagram上發帖批駁余杰所提出的說法，並且指責余杰等人經常以作為老一輩的公知份子自居、高高在上地對新一代的民運人士指手劃腳。
2023年，著名作家米兰·昆德拉逝世後，余杰撰文批評米蘭·昆德拉，聲稱米蘭·昆德拉是「沒有固守的道德底線」的「不東不西的虛無主義者」。由於米蘭·昆德拉享有很高的聲望，因此其逝世引起包括作家李海鹏在內的不少人的關注，有網民提及余杰曾在其早期作品《我們選擇甚麼，我們承擔甚麼》中批評米蘭·昆德拉，但米蘭·昆德拉仍十分受歡迎。

## 奖励和荣誉
- 1998年，处女作《火与冰》被席殊读书俱乐部评为 “十大好书”（文学类）之一
- 2000年，政治评论《为自由而战》获《亚洲周刊》（英文版）“年度最尖锐评论奖”
- 2002年，获美国纽约万人杰基金会之“万人杰文化新闻奖”
- 2006年，长篇小说《香草山》获得香港汤清基督教文艺奖
- 2012年，纽约特雷恩基金会之“公民勇气奖”
- 2015年，《我聽見斧頭開花》獲得香港湯清基督教文藝獎之「文藝創作組年獎」
- 2017年，獲北美台灣人教授協會之廖述宗教授研究獎金

## 學術訪問
- 2003年春，余杰入选美国国务院“国际访问者计划”
- 2003年秋，受日本参议院邀请访问日本
- 2004年春，为美国威斯康星大学政治系访问学者
- 2004年秋，获法国外交部邀请访问法国
- 2005年冬，赴澳大利亚墨尔本出席“亚太作家论坛”
- 2006年夏，赴德国柏林出席国际笔会年会
- 2007年春，应台湾陸委會邀请访问台湾
- 2007年夏，赴美国普林斯顿大学出席“反右运动五十周年国际学术会议”

## 評价

### 正面評價
- 八九民运学生领袖王丹认为：“余杰以犀利的言论频繁轰炸沉闷的中国知识界，以初生牛犊之势令人刮目相看，显示了在九十年代前期出现了自由知识分子断层之后，八九一代学人开始展示实力。余杰使我们看到了新一代学人的锐气和清醒，也使我们看到了中国大陸知识分子的希望。”[39]
- 歷史學家余英時在為余杰的《劉曉波傳》所寫的序言中指出：余杰寫劉曉波的傳記，真可以說是天作之合：一方面劉曉波不可能找到比余杰更出色當行的作傳人；另一方面，余杰也不可能找到比劉曉波更能使他全心投入的寫傳對象。以年齡而言，曉波和余杰是兩代的人，但他們卻生活和思想在同一精神世界之中。更重要的，他們之間的「氣類」相近也達到了最大的限度。讀者只要能細細體味余杰這篇回憶的文字，必能得之。陳寅恪形容他和王國維之間的關係，寫下了「許我忘年為氣類」之句；他們也是「氣類」相近的兩代人。陳寅恪寫〈王觀堂先生挽詞〉和〈王觀堂先生紀念碑銘〉，都傳誦一時，流播後世，正是由於「氣類」相近，惟英雄才能識英雄。現在余杰寫曉波生平，不但有過去，還有長遠的未來，攜手開拓共同的精神世界。這將是歷史上一個最美的故事。[40]
- 香港獨立評論人盧斯達評論說：“近年余杰的保守派色彩越发浓烈，歌颂盎格魯-撒克遜（Anglo-Saxon）文化，强烈反对近代的自由派和左派。虽然中国流亡者很多，但他们去国后都呈现某种共性，余杰却一向反对大一统，对「民主中国」愿景无感，19 年更出版了一本《香港独立》。不论喜欢他还是討厌他，余杰在一眾流亡者之中，拥有非常独特的思想品味。”“在云云思想家和作者之中，余杰只有一个。在你的圈子里，总有一些少数人在抵抗时间，无论世界怎样转变，他们都相信並践行自己的信念。或许有爭议，或许会得罪人，但他们一往无前。余杰就是这样的人。他像一个不苟言笑、过度认真，甚至有点孤僻的中西部镇长，在年轻和世俗人眼中，他的信念太过 old school；以名利场的標准，他放弃丰厚的党国资源，以身犯险，说话勇敢，成了名不求大富大贵，他的轨跡太过「浪费」；余杰在北大求学，却也不依照中国士大夫的传统，学成了却不求官求权，他太过难以驯服。”“余杰的世界是一条朴素的清溪，管他冬夏与春秋，於热闹的世俗之外自在安乐。卢梭说：「人生而自由，但无不在枷锁之中。」世界是枷锁缠绕的不自由地，但可能是因为极少数人始终相信有永恆、有善恶，得以居於世界，也超脱世界 — 余杰於是得到了自由。”[41]
- 台灣作家宋澤萊評論說：“余杰的《大光》三部曲把歐美的近代歷史分成兩大正反陣營來寫的手法，將是史學界從來所未見，乃是史學界的一件大事，值得喜愛歷史書籍的人注重。這套書能轉換我們的史觀，使思維更加正面。”“再值得注意的是：台灣史學界一向比較看重歐洲大陸的國家變遷，也比較注重歐陸思想家的思想，也一再喊出「脫亞入歐」的濫口號，一看到黑格爾、尼采、海德格、德里達這些思想家莫不俯首稱臣，甚至甘做犬馬；卻不知這些思想有大分都是胡說八道，隱藏巨毒”“對於美國思想人物或基督新教的思想卻比較不願理會，甚至棄之如敝屣，很少人願意喊出「脫亞入美」的口號。要糾正這種壞習慣目前還很困難。不過假如您想改變，看一看英美國家有甚麼值得大聲稱讚、大肆模仿的地方，那麼現在正是時候。您可以把閱讀余杰這三本書做為一個開端，相信不久你就會一改老觀念，不致於像從前一樣，永遠墮落在歐陸思想的地牢中！”[42]

### 負面評價
- 被外界稱為「中國良心」的人权律师高智晟在《2017年，起来中国》书中透露，北京市司法局党委书记、北京市监狱管理局第一政委、北京市委政法委委员泓源勸降自己时，透露余杰已被中共收买：“最近我亲自与余杰谈了一次话，结果很好。在谈到你时，余杰说他不愿提到你的名字，更不愿意谈你的问题，那见解简单却精辟，不愧为文化人。他说高不仅是一个完全没有政治头脑的人，可以说是一个没有头脑的人。听见了吧？你总以为就我一个人说你头脑简单，咱就不往远说，就看人家余杰，人家懂得进退，这就是有头脑的人。这一次他很惊讶体制内还有我这样思想开明的人（其实这是于惯用的技俩），谈得很顺利，愿意与我们保持沟通。我提出希望以后每次有非学术性的文章或书要发表时，让我们政府先过目一遍再发表，人家很痛快答应了，比我想像的要顺利。我有余地，你就有余地。”[43]:205

- 余杰的写作风格和公共言论有时被批评为充满个人攻击和偏见。例如，他曾对其他异议人士进行人身攻击，导致了一些内部矛盾和争议。这些行为被一些人视为不符合公共知识分子应有的风度。[44]
- 余杰与其他中国异议知识分子之间存在不少公开的冲突和矛盾。例如，他与曹长青的争执广为人知，双方在网络上进行过激烈的论战，引起了一些负面评价，认为这样的公开争吵有损民主运动的整体形象。

- 余杰在一些文章中对女性和少数族群的评论被指责为性别歧视和种族偏见。特别是在讨论公共事件时，他对一些女性和黑人的评价被认为是带有贬低和攻击性，导致了广泛的批评。[45]

## 主要作品
| 1998年 - 《火与冰》，经济日报出版社 - 《铁屋中的呐喊》，中华工商联出版社 1999年 - 《火与冰》（香港版），天地图书 - 《说，还是不说》，文化艺术出版社 - 《尴尬时代》，岳麓书社 - 《文明的创痛》（自选集），百花文艺出版社 2000年 - 《想飞的翅膀》，中国电影出版社 2001年 - 《老鼠爱大米》，大象出版社 - 《老鼠爱大米》，香港明报出版公司 - 《爱与痛的边缘》，大象出版社 - 《爱与痛的边缘》，香港新丝路出版社 2002年 - 《香草山》，长江文艺出版社 - 《压伤的芦苇》，长江文艺出版社 - 《火与冰》（修订本），北岳文艺出版社 2003年 - 《拒绝谎言》，香港开放出版社 - 《铁磨铁》，上海三联书店 2004年 - 《光与影》，东方出版社 - 《铁与犁：百年中日关系沉思录》，长江文艺出版社 - 《我的梦想在燃烧》，当代世界出版社 - 《铁屋中呐喊》（修订本），当代世界出版社 - 《暧昧的邻居》，光明日报出版社 2005年 - 《百年中日关系沉思录》，香港三联书店 - 《日本，一个暧昧的国度》，香港三联书店 - 《天安门之子》，香港开放出版社 2006年 - 《香草山》（修订本），珠海出版社 - 《沉默的告白》（散文自选集），珠海出版社 - 《日本色情影视发展》，香港三联书店 2007年 - 《几番魂梦与君同：小山词中的爱欲生死》（与宁萱合著），同心出版社 - 《致帝国的悼词》，香港田园书局 2008年 - 《中国教育的歧路》，香港晨钟书局 - 《白昼将近：基督信仰在中国》（余杰受洗成为更正教教徒后，四年之内完成的第一本以基督敎为中心的著作），香港晨钟书局 - 《白头鹰与大红龙：美中关系及其对世界的影响》，香港晨钟书局 - 《不要做中国人的孩子》，美国劳改基金会 2009年 - 《彷徨英雄路：转型时代知识分子的心灵史》，台湾联经出版 - 《从柏林围墙到天安门》，台湾允晨文化 2010年 - 《中国影帝温家宝》，香港新世紀出版社（余杰因此书被中国大陸警方传讯），台湾亞太政治哲學文化出版公司 - 《一生一世的仰望》，台湾基文社（和王怡合著，“基督与生命”系列访谈录） - 《我有翅膀如鸽子》，台灣基文社（和王怡合著，“基督与生命”系列访谈录） - 《谁为神州理旧疆》，台灣基文社（“基督与中国”系列访谈录） - 《泥足巨人》，台湾允晨文化 | 2011年 - 《生命书：圣经里的大智慧》，台湾新北市橄榄出版 - 《香草山》，台湾远流出版，意大利圣保罗出版社（意大利文版） - 《万缕神恩眷此生》，台湾基文社 2012年 - 《我無罪：刘晓波传》，香港新世纪出版社，台湾时报文化 - 《河蟹大帝胡锦涛》，香港晨钟书局，台湾亞太政治哲學文化出版公司 2013年 - 《解毒国民教育：通往心灵自由的五十本书》，香港晨钟书局 - 《流亡者的書架：認識中國的五十本書》，台湾水牛出版社（《解毒国民教育：通往心灵自由的五十本书》改名） - 《大地上的麦子》，台湾基文社（和鍾道合著） - 《我听见斧头开花：信仰、藝文與生活》，台湾橄榄出版 2014年 - 《萤火虫的反抗：这个世纪的知识分子》，台灣主流出版有限公司，香港九江文化出版社 - 《中國教父習近平》，香港开放出版社，台灣前衛出版社 - 《火与冰》（全本），香港九江文化出版公司，台湾水牛出版社 - 《在那明亮的地方：台灣民主地圖》，台灣時報文化 2015年 - 《從順民到公民：與民主台灣同行》，台灣前衛出版社 - 《刀尖上的中國：透視中國的五十道窗》，台灣主流出版有限公司 2016年 - 《走向帝制：習近平與他的中國夢》，台灣前衛出版社 - 《我也走你的路：台灣民主地圖第二卷》，台灣主流出版有限公司 2017年 - 《1927 民國之死》，台灣八旗文化／遠足文化事業股份有限公司 - 《拆下肋骨當火炬：台灣民主地圖第三卷》，台灣主流出版有限公司 - 《卑賤的中國人》，台灣主流出版有限公司 - 《從今時直到永遠：基督與生命系列訪談》，台灣主流出版有限公司 - 《不自由國度的自由人：劉曉波的生命與思想世界》，台灣八旗文化 2018年 - 《納粹中國》，台灣主流出版有限公司 - 《今生不做中國人》，台灣主流出版有限公司 - 《正義的追尋：臺灣民主地圖第四卷》，台灣主流出版有限公司 - 《我是右派 我是獨派》，台灣前衛出版社 2019年 - 《1927 共和崩潰》，台灣八旗文化／遠足文化事業股份有限公司 - 《宋朝最美的戀歌：晏小山和他的詞》，台灣主流出版有限公司 - 《中國乃敵國也：台灣與中國關係新解讀》，台灣前衛出版社 - 《顛倒的民國：臺灣和中國都不提起的近現代史》，台灣大是文化 - 《香港獨立》，台灣主流出版有限公司 2020年 - 《用常識治國：右派商人川普的當國智慧》，台灣八旗文化 - 《暗黑民國史：兩岸歷史課本刻意迴避的空白30年》，台灣大是文化 - 《習近平：喪屍治國》，台灣主流出版社 - 《病毒、謊言、大外宣：中國造假如何毀滅全世界》，台灣前衛出版社 - 《川普向右，習近平向左》，台灣主流出版社 - 《大脫鉤：中國是文明海洋中的孤島》，台灣亞太政治哲學文化出版有限公司 2021年 - 《大光：宗教改革、觀念對決與國族興衰》（分三卷），台灣八旗文化 - 《不屈服的島：台灣民主地圖完結卷》，台灣主流出版社 - 《惡托邦祭：獨裁是一種病》，台灣硫酸出版 - 《看哪，勇敢者-台灣民主人物第一卷》，台灣前衛出版社 - 《墜入深淵的中國》，台灣亞太政治哲學文化出版社 2022年 - 《西朝鮮：為奴之地》，台灣亞太政治哲學文化出版社 - 《德意志的美與罪》，台灣主流出版社 - 《偽裝的改革者：破解鄧小平和蔣經國神話》，台灣八旗文化 2023年 - 《此心安處：美國十年》，台灣主流出版社 |